# Tribrachium
Tribrachium é um gênero de esponja marinha da família Ancorinidae.

## Espécies
- Tribrachium fisheri (de Laubenfels, 1934)
- Tribrachium schmidti Weltner, 1882